# Pavla Ustinov
Pavla Ustinov (* 2. Juni 1954 in Santa Monica, Kalifornien, Vereinigte Staaten) ist eine US-amerikanische Schauspielerin, Regisseurin, Drehbuchautorin, Produzentin und die älteste Tochter von Peter Ustinov und Suzanne Cloutier.

## Leben und Karriere
Pavla Ustinov wurde 1954 als älteste Tochter des Schauspielers Peter Ustinov und seiner zweiten Ehefrau der Schauspielerin Suzanne Cloutier in Santa Monica im Bundesstaat Kalifornien in den Vereinigten Staaten geboren. Ihr Bruder Igor Ustinov folgte 1956, außerdem hat sie eine Schwester namens Andrea Ustinov. Außerdem hat sie eine ältere Halbschwester namens Tamara Ustinov aus der ersten Ehe ihres Vaters. Als die Ehe ihrer Eltern 1971 geschieden wurde, wurden Pavla Ustinov und ihre Geschwister von ihrem Vater auf ein Internat geschickt, während dieser mit ihrer Mutter um das Sorgerecht verhandelte. 
Erstmals als Schauspielerin zu sehen, war Pavla Ustinov im Jahr 1977 in dem Film Der größte Liebhaber der Welt an der Seite von Gene Wilder und Carol Kane. Ein Jahr später folgte ihre heute bekannteste Rolle der Prinzessin Yasmine in dem Film Der Dieb von Bagdad. Danach trat sie in weniger bekannten Produktionen auf, bis sie 1981 schließlich eine kleine Rolle in dem Film Charlie Chan und der Fluch der Drachenkönigin an der Seite ihres Vaters und Michelle Pfeiffer erhielt. Außerdem war sie ab 2001 auch einige Male als Regisseurin tätig, so zum Beispiel für den Film All or Nothing aus dem Jahr 2002. Für alle Filme, bei denen sie Regie führte, verfasste sie auch das Drehbuch und produzierte auch einige von ihnen.

## Filmografie

### Als Schauspielerin
- 1977: Der größte Liebhaber der Welt (The World's Greatest Lover)
- 1978: Der Dieb von Bagdad (The Thief of Baghdad, Fernsehfilm)
- 1979: The Wild Wild West Revisited (Fernsehfilm)
- 1980: Warum die UFOs unseren Salat klauen
- 1981: Charlie Chan und der Fluch der Drachenkönigin (Charlie Chan and the Curse of the Dragon Queen)

### Als Regisseurin und Drehbuchautorin
- 2001: An Evening with Rosanne Seaborn (Fernsehfilm, auch Produktion)
- 2002: All or Nothing (Fernsehfilm)
- 2004: L'hôtel de l'avenir (auch Produktion)